# Charles Hatfield

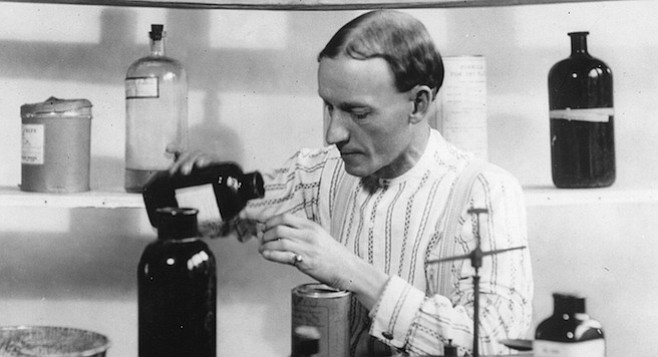
Charles Hatfield (1922)

Charles Mallory Hatfield (* 15. Juli 1875 in Fort Scott, Kansas; † 12. Januar 1958 in Pearblossom, Kalifornien) war ein US-amerikanischer Amateurmeteorologe. Er wurde als „Regenmacher“ berühmt.

## Leben
Hatfield wurde als Sohn einer Quäker-Familie geboren. Er arbeitete Anfang des 20. Jahrhunderts als Nähmaschinenverkäufer. Um 1902 experimentierte er auf dem Hof der Eltern mit Chemikalien, in der Hoffnung damit Regen auslösen zu können. Tatsächlich häuften sich während einer Dürreperiode 1902 vermehrte Regenfälle, was Hatfield dazu ermutigte, in Kalifornien seine Dienste anzubieten. Berühmt wurde er erstmals 1904, als er einen Auftrag der Stadt Los Angeles annahm. Die Stadt litt seit drei Jahren unter einer Dürre und Hatfield bekam den Auftrag, innerhalb von fünf Tagen Regen zu erzeugen. Es regnete tatsächlich bereits nach zwei Tagen.
Im Dezember 1915 litt San Diego ebenfalls unter einer langanhaltenden Dürreperiode und die Stadt entsann sich Hatfields Künste. Er verlangte 10.000 US-Dollar dafür, dass er das städtische Wasserreservoir vollregnen ließe. Am 1. Januar 1916 machte er sich mit seinem Bruder Joel an die Arbeit und sie bauten ihre Apparate in einem blickdichten Zelt auf. Nach fünf Tagen regnete es tatsächlich und nach weiteren fünf Tagen setzte äußerst starker Regen ein. Am 27. Januar 1916 brachen die Lower-Otay-und-Sweetwater-Talsperren, nachdem der seit Wochen anhaltende Regen San Diego bereits verwüstet hatte.
Als Hatfield kurz darauf Morddrohungen erhielt, da er für die Katastrophe verantwortlich gemacht wurde, flüchtete er aus der Stadt. Erst am 17. Februar tauchte er in der Stadt auf, um sein Geld zu verlangen. Der Stadtrat bestritt einen Vertrag gehabt zu haben, tatsächlich wurde kein schriftlicher geschlossen. Hatfield verlor den anschließenden Prozess, den er bis 1938 gegen die Stadt führte. Nach 1916 arbeitete er wieder als Nähmaschinenverkäufer.
Hatfield starb am 12. Januar 1958 in Perblossom, Kalifornien und wurde in Glendale begraben.